# Eugène van Delft
Eugène Louis Van Delft (Antwerpen, 1 december 1814 - 17 maart 1877) was een Belgisch politicus voor de Katholieke Partij.

## Levensloop
Hij was een zoon van Louis-Balthazar van Delft (1780-1853) en van Hélène van der Aa (1784-1828). Hij trouwde met Françoise Geelhand. Het echtpaar bleef kinderloos.
Louis-Balthazar verkreeg in 1826 adelserkenning. Eugène kreeg in 1858 de titel van baron. 
In 1867 werd hij katholiek senator voor het arrondissement Antwerpen en vervulde dit mandaat tot aan zijn dood.
Hij was bestuurder van de Berg van Barmhartigheid en van het Bureel van Weldadigheid in Antwerpen. Hij was ook lid van het bestuur van de Koninklijke Maatschappij voor Schone Kunsten.